# William H. McNeill
William Hardy McNeill (Vancouver, 31 ottobre 1917 – Torrington, 8 luglio 2016) è stato uno storico e scrittore canadese.

## Biografia
William Hardy McNeill nasce a Vancouver, Canada il 31 ottobre del 1917. Naturalizzato statunitense, muore a Torrington, negli Stati Uniti d’America l’8 luglio 2016 a 98 anni. 
Figlio di Netta Hardy e Jhon Thomas McNeill, pastore presbiteriano e storico del calvinismo, cresce a Toronto e all’età di 10 anni si trasferisce con la famiglia a Chicago. Vi compie gli studi ottenendo un Bachelor of Arts in storia nel 1938 e il Master of Arts nel 1939 con una tesi su Tucidide ed Erodoto. Inizia gli studi per il dottorato presso la Cornell University ma questi vengono interrotti dalla seconda guerra mondiale.
Chiamato alle armi presta servizio nell'artiglieria alle Hawaii poche settimane dopo Pearl Harbor e successivamente come ufficiale comanda un’unità di artiglieria nei Caraibi. L’incontro fortuito con un professore della Cornell University a Porto Rico durante questo periodo gli frutterà la nomina ad attaché militare presso il governo greco e jugoslavo in esilio al Cairo. Trasferito in Grecia nel novembre del 1944 vi incontrerà la futura moglie Elizabeth Darbishire, linguista e sovrintendente dell'Office of War Information’s library di Atene. I due si sposeranno nel 1946 a guerra conclusa, anno in cui McNeill viene congedato dalla U.S. Army. Insieme avranno quattro figli.

## Carriera Accademica
Nel 1947 McNeill consegue il suo dottorato alla Cornell University, con una dissertazione sull'importanza della patata nella storia irlandese. Nello stesso anno inizia a insegnare all'università di Chicago, attività che porterà avanti assiduamente per i successivi 40 anni. Docente inizialmente di “Western Civilisation” negli anni 50 elabora un corso di “World History”. Dal 1961 al 1967 diviene “Chairman” del Dipartimento di Storia dell’Università di Chicago e nel 1985 diviene presidente dell'American Historical Association. Per sua stessa ammissione l’incarico fu per lui solo un onore a coronamento della sua carriera accademica, e candidamente ammetterà “I made no effort to change anything”. Pochi anni dopo, nel marzo del 1987 si ritirerà dall'insegnamento.

## Attività Scientifica
McNeill è un importante studioso di Storia globale, branca della disciplina storica che cura la comparazione fra esperienze di diverse società al fine di identificare e comprendere le ragioni profonde di processi su grande scala come la Rivoluzione industriale e l'ascesa dell'Occidente.
I contributi del McNeill spaziano da imponenti sintesi sulla storia dell'umanità, come "The Rise of the West", passando per approfondimenti su temi intricati come l'equilibrio fra potere militare, economico e politico in "Caccia al potere", sino a brevi saggi nati dall'esperienza personale come "Keeping Together in time". 
Sostenitore degli studi comparati,  McNeill sostenne l'importanza dell'incontro e dello scambio d'idee fra civiltà nella storia.
Caratteristica della sua produzione scientifica fu la capacità di portare a contatto discipline di studio differenti, integrando a volte la mancanza di informazioni con brillanti deduzioni e intriganti speculazioni, per le quali venne spesso criticato dai suoi detrattori.

## Premi
- (1964) National Book Award in History and Biography
- (1996) Premio Erasmo[5]
- (2009) National Humanities Medal[6]